# رالف مارشال
رالف مارشال (بالإنجليزية: Ralph Marshall)‏ هو لاعب رماية أمريكي، ولد في 17 مايو 1894 في ليما في الولايات المتحدة، وتوفي في 7 نوفمبر 1981 في هارود في الولايات المتحدة.

## وصلات خارجية
- رالف مارشال على موقع أوليمبيديا (الإنجليزية)